# Karvasmäki

Karvasmäki (en suédois : Karvasbacka) est un quartier de la ville d'Espoo en Finlande.

## Description
Karvasmäki est situé au croisement de la Valtatie 1 avec le Kehä III.

## Galerie

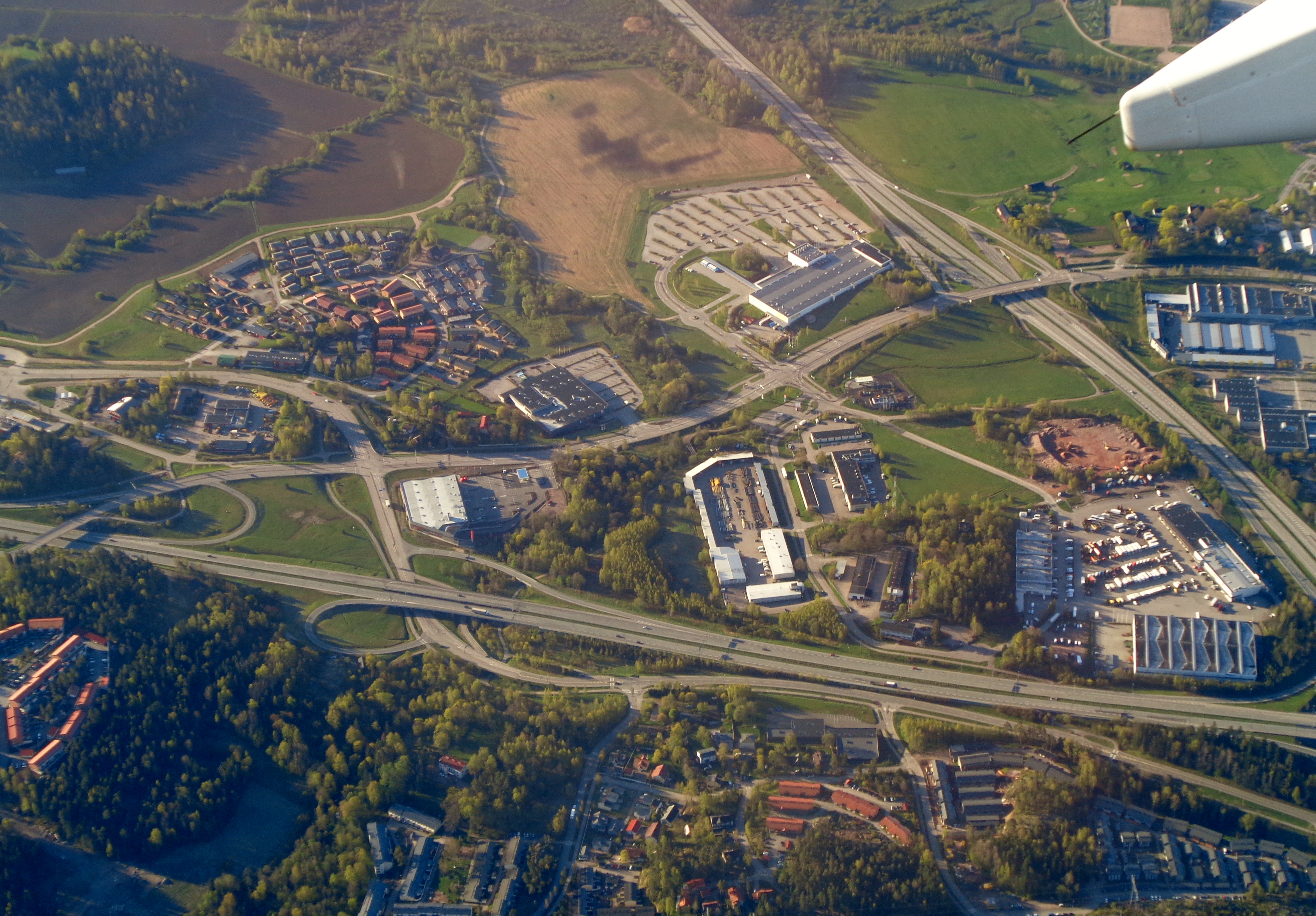
Lommila vu du ciel.
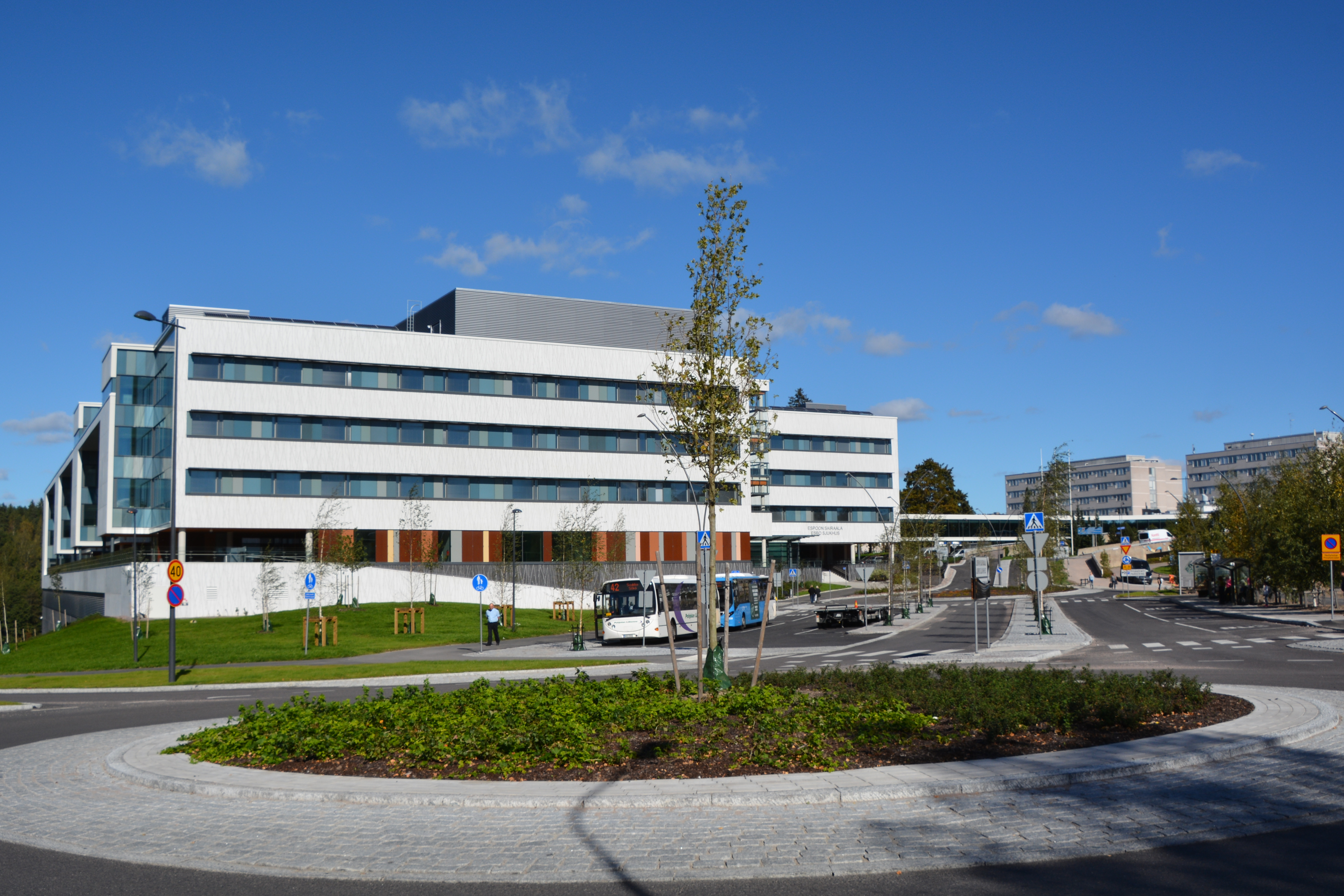
Hôpital d'Espoo.
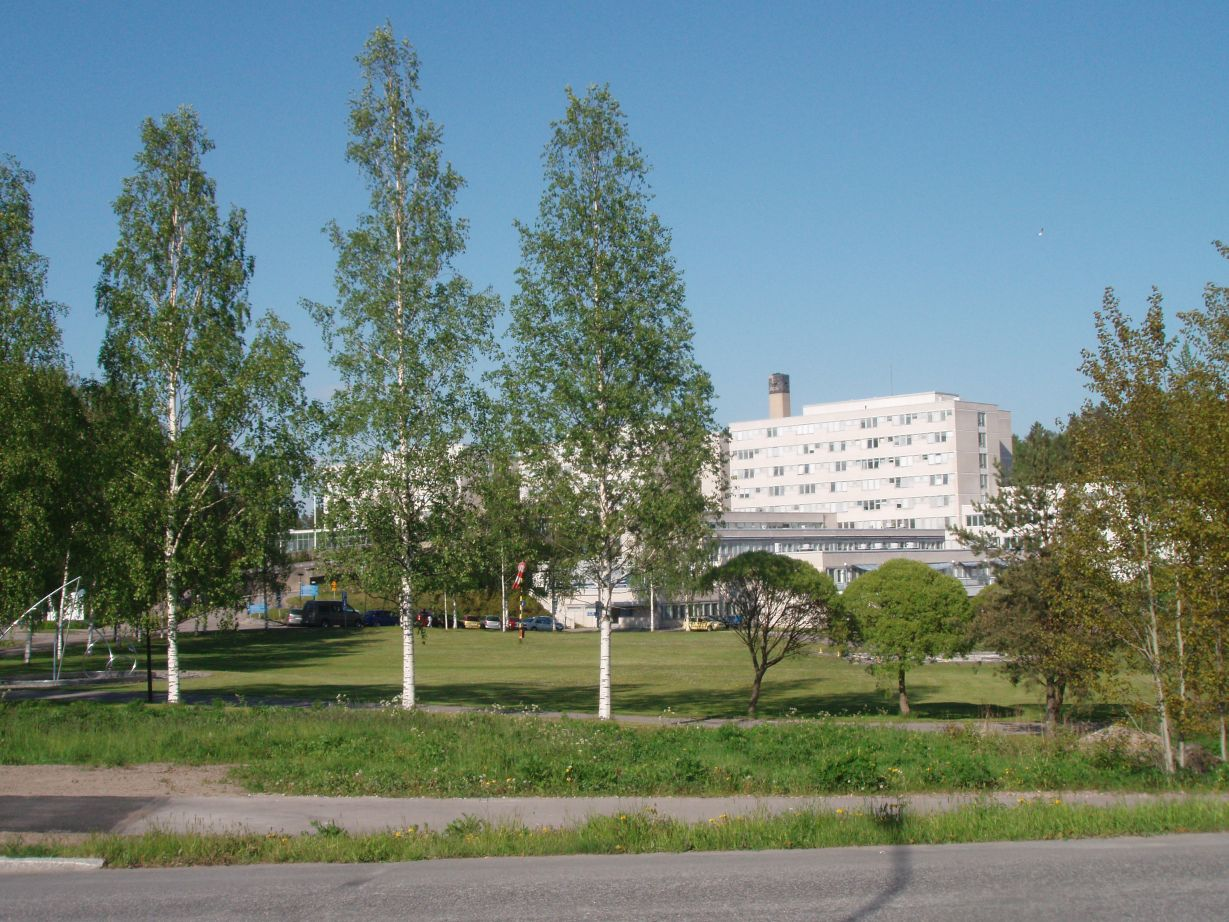
Hôpital de Jorvi
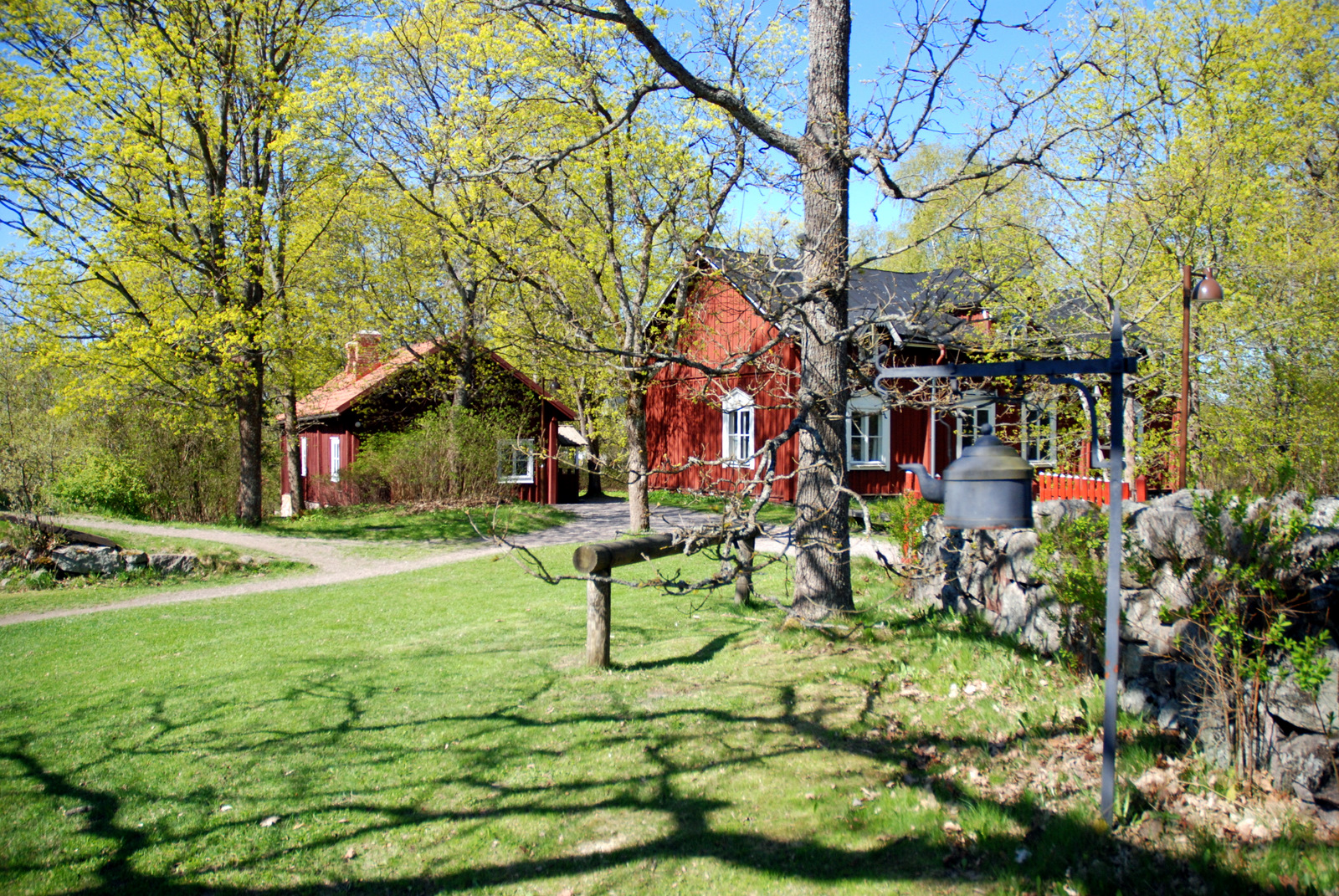
Musée Glims